# Velothon Stockholm
El Velothon Stockholm es un festival de ciclismo sueco. 
Creada en 2015, su prueba principal, la profesional masculina, forma parte del UCI Europe Tour, dentro de la categoría 1.1. 
Forma parte de los festivales llamado «Eventos Velothon» con festivales similares en Berlín (Velothon Berlin), Gales (Velothon Wales) y Stuttgart.

## Palmarés
| Año  | Ganador    | Segundo          | Tercero           |
| ---- | ---------- | ---------------- | ----------------- |
| 2015 | Marko Kump | Daniel Hoelgaard | Grzegorz Stepniak |